# نورث امریکن اف-۸۲ توین ماستانگ
نورث امریکن اف-۸۲ توین ماستانگ
(به انگلیسی: North American F-82 Twin Mustang) یک هواپیمای ساختِ کارخانهٔ نورث امریکن اوییشن در کشور ایالات متحده آمریکا است. نخستین استفاده‌کنندهٔ این هواپیما نیروی هوایی ایالات متحده آمریکا بوده‌است. این هواپیما برای نخستین بار در ۱۵ ژوئن ۱۹۴۵ میلادی مورد استفاده قرار گرفت.